# Ophiuche fufialis
Ophiuche fufialis är en fjärilsart som beskrevs av William Schaus 1913. Ophiuche fufialis ingår i släktet Ophiuche och familjen nattflyn. Inga underarter finns listade i Catalogue of Life.